# 윤정린
윤정린(尹正麟, ? ~ )는 조선민주주의인민공화국의 군인 겸 정치인이다. 조선인민군 대장으로 호위사령관이다. 조선로동당 중앙위원회 위원 겸 당 중앙군사위 위원이다. 최고인민회의 제12기 대의원이다.

## 경력
1985년 10월 조선인민군 중장으로 인민무력부 호위사령부 참모장을 맡았다. 1995년 10월 인민군 상장으로 승진했으며, 2010년 4월 인민군 대장으로 승진하여, 호위사령관에 임명되었다.
2010년 9월, 조선로동당 중앙위원회 위원 겸 당 중앙군사위 위원에 선임되었다.

## 최고인민회의 대의원
2003년 8월 최고인민회의 제10기 대의원을 지냈다. 2009년 4월이후 제12기 대의원으로 있다.

## 기타
2008년 10월 박성철, 2010년 11월 조명록, 2011년 12월 김정일 사망 당시에 국가 장의위원회 위원을 맡았다.